# Cakewalk (attractie)

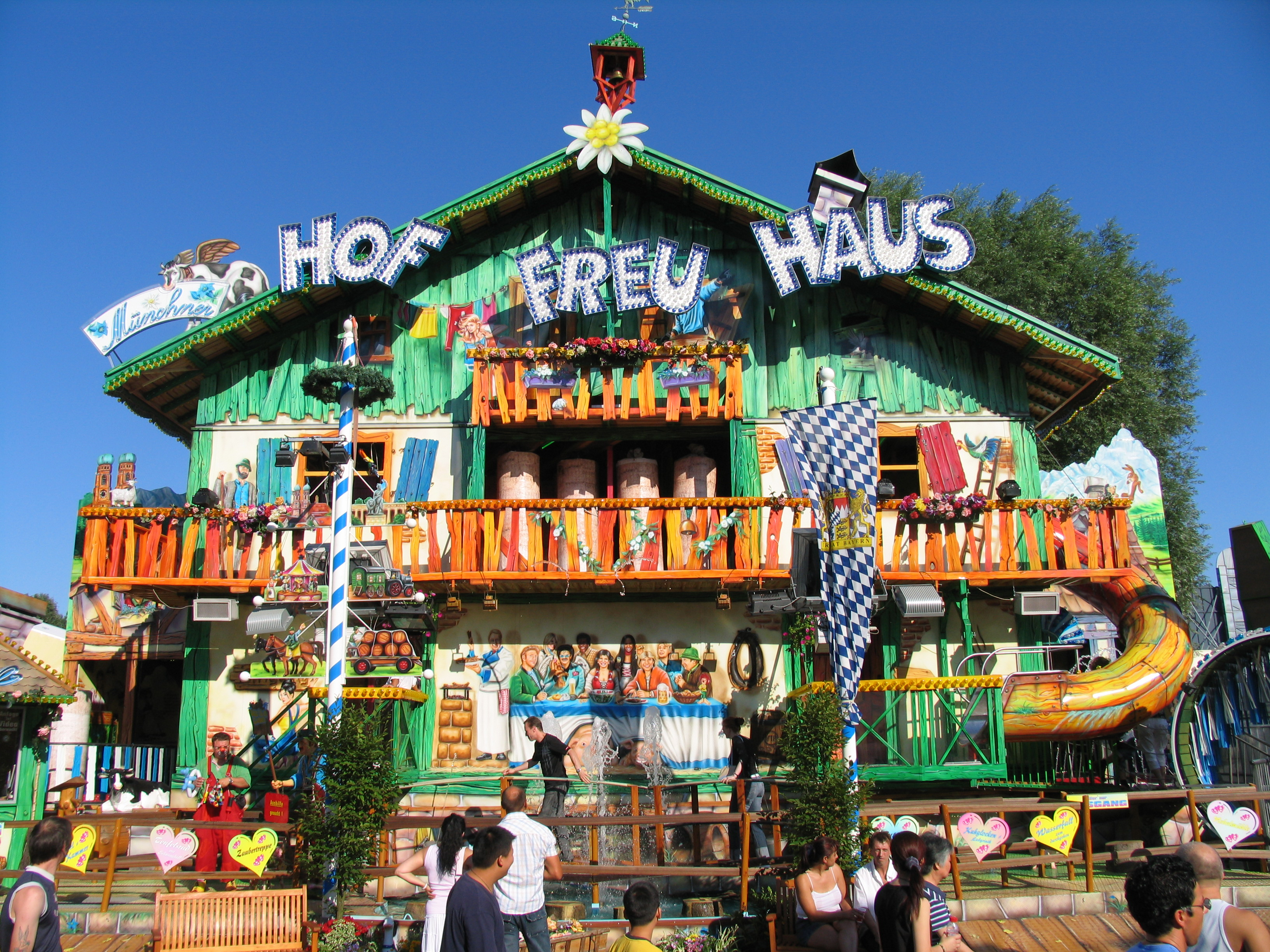
Hof Freu Haus, een cakewalk in Düsseldorf in 2006

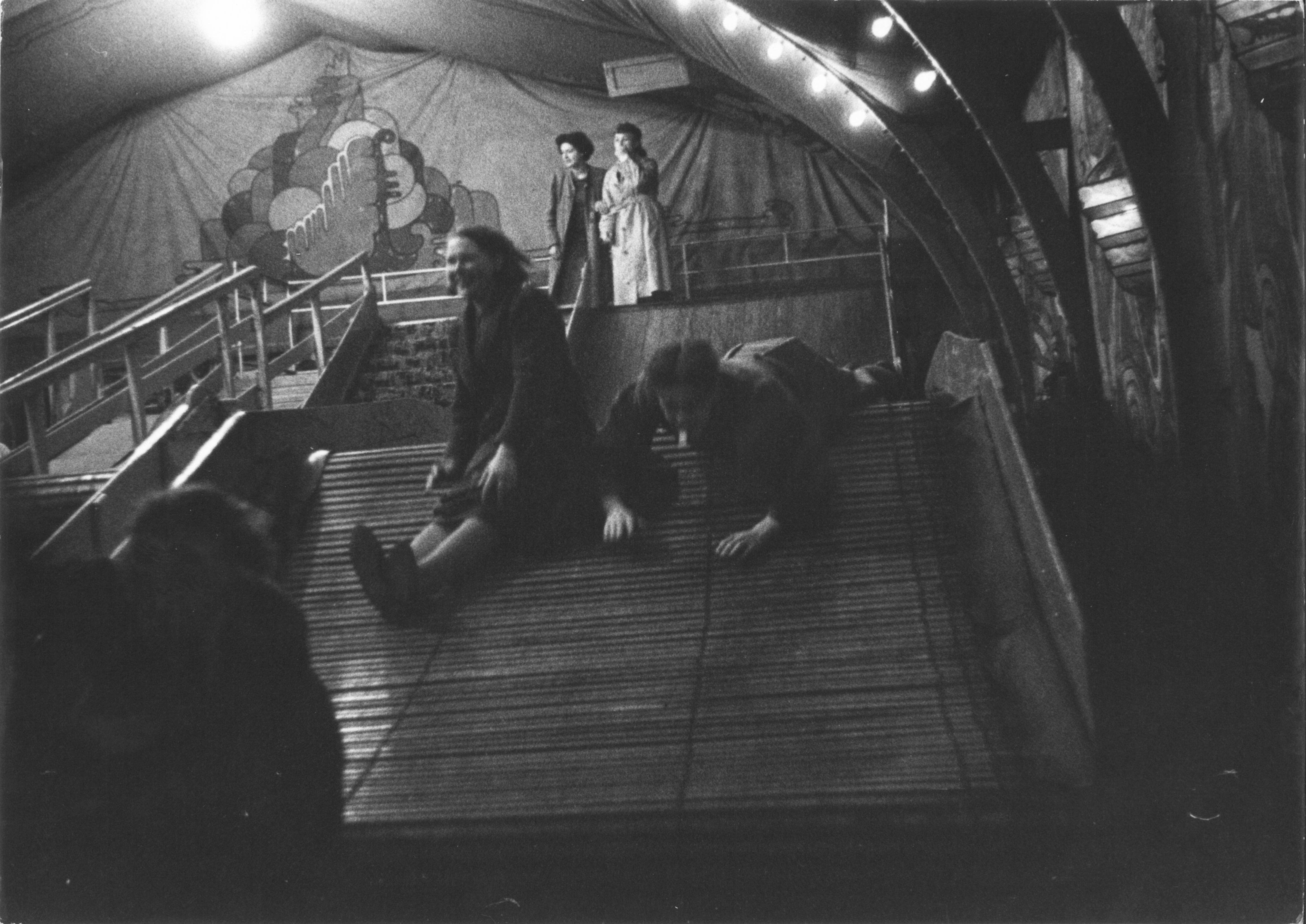
Een cakewalk op een kermis in Nederland, jaren 1930

Een cakewalk (ook wel Holly Holly, Lunapark, Sjimmie, of Super Sjimmie) is een kermisattractie waar men doorheen moet lopen, een zogenoemde walkthrough. Op dit traject zijn verschillende hindernissen te vinden. Zo zijn er vaak snelle lopende banden waar overheen gelopen moet worden, bewegende trappen en trillende vloeren te vinden. Aan het eind van het traject glijdt men vaak naar beneden en valt dan op een dikke matras.
De attractie is hedendaags ook bekend onder de naam Lunapark  of de 'Sjimmie'. In Europa staat de attractie bekend als cakewalk, in de Verenigde Staten worden meer de namen crooked house of funhouse gebruikt.
Vaak wordt de cakewalk ook ondergebracht tussen de nostalgische attracties. De oudste nog bestaande Cakewalk vindt zijn oorsprong in 1919 in Bergen op Zoom.

## Soorten en locaties
De meeste cakewalks zijn op kermissen te vinden. Rond het jaar 2000 verschenen er veel cakewalks met een thema, zoals een jungle, een circustent of een boot. Een kleiner aantal cakewalks staat of stond in pretparken. Voorbeelden van cakewalks in pretparken zijn:
- Hurlumhej in Dyrehavsbakken,
- Fun House in Tivoli,

Voormalige cakewalks in pretparken zijn:
- Noah's Ark in Blackpool Pleasure Beach,
- Walibi's Secret in Walibi Belgium.

## Onderdelen
Iedere cakewalk heeft een eigen unieke inrichting, maar er zijn veel terugkerende elementen:
- de ongelijke trap, mogelijk de bron van "luna stairs": een trap die beweegt, maar in ongelijke helften. Als men op het rechter been staat en een tel wacht kan men op het linker been gaan staan en de rechter trap kant laten dalen, terwijl de linker kant omhoog gaat. Daarna moet men snel op de nieuwe rechter traptree gaan staan en alles blijven herhalen. Zo klimt men omhoog terwijl men eigenlijk alleen maar van het ene been op het andere gaat staan.
- de dubbele ton: een ton die op z'n kant ligt en zo op 1 plek omrolt, en waar de deelnemer doorheen moet lopen. De ton blijkt uit twee helften te bestaan en halverwege is de draairichting van de liggende ton andersom.
- de meelopende brug: een lange brug die op een ongelijk wiel of ovaal wiel langzaam en snel op en neer beweegt. Meestal is er een zijpad dat niet beweegt.
- het spiegelpad: een nauwe doorgang met veel scheve spiegels, net als in het grote spiegelpaleis.
- de ronde glijbaan: vaak het einde met een rond einde en een gat in het midden, met daarin een rustige landing op het grote kussen.